# Garton
Garton – osada w Anglii, w hrabstwie East Riding of Yorkshire. Leży 18 km na wschód od miasta Hull i 255 km na północ od Londynu.